# بريسيلا موران
بريسيلا موران (بالإنجليزية: Priscilla Moran)‏ هي ممثلة أمريكية، ولدت في 23 نوفمبر 1917، وتوفيت في 11 نوفمبر 2006.

## وصلات خارجية
- بريسيلا موران على موقع IMDb (الإنجليزية)
- بريسيلا موران على موقع ألو سيني (الفرنسية)
- بريسيلا موران على موقع أول موفي (الإنجليزية)
- بريسيلا موران على موقع قاعدة بيانات الفيلم (الإنجليزية)
- بريسيلا موران على موقع كينوبويسك (الروسية)